# Oronzo Mario Scarano
Oronzo Mario Scarano (Mottola, 1º giugno 1847 – Napoli, 28 dicembre 1901) è stato un compositore e direttore d'orchestra italiano.
Figlio di un falegname, mostrò una spiccata propensione per l'arte musicale; il padre lo fece studiare a Napoli perché perfezionasse le sue conoscenze artistiche. Scarano fu quindi affidato al maestro Giorgio Miceli, e cominciò una vasta produzione musicale.
Nel 1872 venne portata sulla scena la sua prima opera, La forza del denaro. Nello stesso giorno, però, si rappresentava anche un'opera del maestro Miceli, che ottenne però un successo di gran lunga minore. Miceli, per vendicarsi di questo affronto, fece passare Scarano per uno iettatore.
Nonostante questo, la carriera di Scarano proseguì, con opere come Il tartufo, Lo starnuto di Giove, Trappola d'amore e soprattutto La tazza da the, che gli valse il primo premio di un concorso nazionale. Perfino Giuseppe Verdi lo elogiò. Costretto a rompere un contratto con l'editore Ricordi, che non si decideva a far rappresentare l'opera Marion Delorme, Scarano vide la propria carriera volgere verso il declino. Nonostante opere come Caporal Mimì (1894) e il melodramma Renata (1896), col quale vinse un premio a Berlino, Oronzo Mario Scarano morì povero a Napoli il 28 dicembre 1901.